# Richard Hartenberger
Richard Hartenberger (* 27. April 1911 in Wien; † 28. Oktober 1974 ebenda) war ein österreichischer SS-Untersturmführer (1943) und Mitarbeiter der Zentralstelle für jüdische Auswanderung in Wien und des Eichmannreferats im Reichssicherheitshauptamt (RSHA).

## Biografie
Hartenberger, von Beruf Steindrucker, arbeitete bis 1938 mit Unterbrechungen in seinem gelernten Beruf.  Politisch orientierte er sich in den frühen 1930er Jahren an der Sozialdemokratischen Arbeiterpartei Österreichs (SDAP), trat aber nach dem Anschluss von Österreich an das Deutsche Reich im April 1938 der SS bei (SS-Nummer 396.211). Er arbeitete zunächst mehrere Monate beim Zoll in Wien. Nach seinem Anfang Dezember 1938 erfolgten Dienstbeginn im SD wurde er der Zentralstelle für jüdische Auswanderung zugewiesen. Am 14. März 1940 beantragte er die Aufnahme in die NSDAP und wurde zum 1. Juni desselben Jahres aufgenommen (Mitgliedsnummer 7.678.447). Ab Juni 1941 war er im Eichmannreferat des RSHA tätig. Später wurde Hartenberger dort Franz Stuschka beigeordnet, der ab Frühjahr 1942 als Sachgebietsmitarbeiter Zensor für die jüdische Häftlingspost war. Zwischenzeitlich gehörte Hartenberger noch von März bis Dezember 1944 dem Sonderkommando Eichmann in Budapest an. Dort war er an der Deportation der ungarischen Juden in das KZ Auschwitz beteiligt.
Gegen Ende April 1945 gelangte Hartenberger gemeinsam mit Adolf Eichmann, Anton Burger, Otto Hunsche, Franz Novak und Alfred Slawik in das Salzkammergut. Anfang Mai 1945 versteckten sie dort Kisten unbekannten Inhalts – wahrscheinlich Raubgold und andere Vermögenswerte –, und tauchten unter. Gemeinsam mit Novak und Slawik floh Hartenberger nach Braunau am Inn und arbeiteten inkognito als Knechte auf einem landwirtschaftlichen Gut bei Burgkirchen.
Hartenberger wurde später festgenommen und 1950 wegen Misshandlung und Verbrechen gegen die Menschlichkeit durch das Volksgericht Wien zu neun Monaten schweren Kerker verurteilt. Er war später als Abteilungsleiter in Wien tätig. Am 22. September 1961 sagte Hartenberger, der aufgrund seiner Verurteilung 1950 nicht erneut unter Anklage gestellt werden konnte (ne bis in idem), bei einer Zeugeneinvernahme folgendes aus:
„Ich kann nur nochmals sagen, daß, wenn auch Eichmann zumindest mir persönlich nie etwas über solche Judenmaßnahmen gesagt hat, es im ganzen Referat IV B 4 von den Schreibkräften angefangen bis nach oben bekannt war, daß die Juden systematisch getötet wurden. Es war uns auch bekannt, daß die arbeitsfähigen Juden zum Teil ausgesondert und, solange sie konnten, zur Arbeitsleistung herangezogen wurden, während die nicht arbeitsfähigen Juden liquidiert wurden. Wenn daher jemand aus dem Referat behauptet, davon nichts gewußt zu haben, so tut er dies wahrscheinlich aus verständlichen Gründen. Es war eben kein Geheimnis.“